# 拓撲學術語
這裡列出的是在數學領域中的一分支拓撲學所常使用的一些術語。在拓撲學的許多子類中，術語上的使用差異並不是很大，這裡主要針對一般拓撲學（或稱點集拓撲）來編寫。這些術語也是其它學門如代數拓扑、微分拓扑和幾何拓扑中的基本術語。
關於一些基本的定義，請參閱拓扑空間的條目，關於拓撲學的簡史，請參閱拓撲學。關於集合以及函數的基本定義，請參閱樸素集合論、公理集合論，和函數。下面所列出的條目對拓撲學的瞭解也有幫助，這些文章中包含了某些一般拓撲學中的特別字彙，我們所列出的有些術語將在以下做更詳盡的解釋。一般拓撲學專題列表和一般拓撲學的例子列表也非常有用。
- 緊緻空間
- 連通空間
- 連續性
- 度量空間（距離空间）
- 分离集合
- 分離公理
- 拓扑空間
- 一致空间

在這個術語表中所提到的「空間」，除非另有說明，說的都是拓扑空間。

## A
- Accessible。參閱T1。

- 亚历山德罗夫拓扑。一個空間X，如果任意一組開集的交集都是開集，或者等價的，任意一組閉集的聯集都是閉集，那麼我們稱這個空間擁有亚历山德罗夫拓扑或者有限生成（finitely generated）。

- 幾乎離散（Almost discrete）。如果在一個空間中，每個開集都是閉集（所以也是閉開集），那麼我們稱這個空間是幾乎離散。一個幾乎離散。幾乎離散空間就是那些有限生成的零維空間。

- Approach 空間。approach空間是距離空間的一種推廣，和距離空間不同的是，它的距離函數不是點和點之間的距離，而是子集和點之間。

## B
- 贝尔空间（Baire space）。若是任何可數個稠密開集的交集還是稠密，那麼這個空間被稱為贝尔空间。

- 基。令B是一組開集。如果拓扑T中的任何開集都是B中開集的聯集，那麼我們稱B是T的基。換句話說，T是包含B的最小拓扑。也可稱B生成拓扑T。

- 博雷尔代数（Borel algebra）。博雷尔代数是包含所有開集的最小σ-代数。

- 博雷尔集合（Borel set）。博雷尔代数裡面的元素稱為博雷尔集。

- 边界（或者）。一個集合的閉包去除他的內部稱為他的邊界。或者等價的，邊界就是一個集合的閉包和它的補集的閉包的交集。

- 有界。在一個度量空間中的集合如果有他的直徑是有限的，就稱他為有界。換句話說，一個集合一個集合是有界的若且唯若它被包含在一個半徑有限的開球內。一個取值於距離空間中的函數，如果他的像（image）是有界集，我們就會稱它為有界。

## C
- 拓撲空間範疇（Category of topological spaces）。範疇Top是以拓撲空間為对象（objects），以連續函數為态射（morphism）。
- 柯西序列（Cauchy sequence）。若度量空間(M,d)中的序列{xn}對於任意正實數r，都存在整數N，使得所有的整數m,n>N時，我們有d(xm,xn)<r，稱為{xn}是柯西序列。
- 閉開集（Clopen set）。一個集合如果同時是開集和閉集，稱為閉開集。
- 閉球（Closed ball）。若(M,d)是度量空間，閉球指的是D(x;r) := {y in M :d(x,y) ≤r} 這樣的子集合，其中x屬於M，而r是正實數，稱為球的半徑。一個半徑為r的閉球稱為閉r-球（closedr-ball）。所有的閉球都是閉集。要注意的一點是，在有些每個空間中，閉球D(x;r) 不一定是開球B(x;r)的閉包。
- 封閉集（Closed set）。開集的補集稱為封閉集或者簡稱閉集。
- 閉函數（Closed function）。如果一個函數對於任何閉集的像都是閉集，那這個函數稱為閉函數。
- 閉包（Closure）。一個集合的閉包是指包含這個集合的最小閉集。換句話說就是所有包含這個集合的閉集的交集。集合S的閉包中的元素稱為S的闭包点。
- 閉包運算元（Closure operator，或称闭包算子，闭包算符）。參閱庫拉托夫斯基閉包公理。
- 較粗的拓撲（Coarsertopology）。若X是個空間，且拓撲T2包含拓撲T1則稱T1是個比T2更粗（或更小、更弱）的拓撲。要特別注意的是，特別是數學分析領域的有些作者，會用更強這個詞表達相同的概念。
- 緊或緊緻（Compact）。如果任意的開覆蓋都有一個有限的子開覆蓋，則這個空間稱為緊空間。所有的緊空間都是Lindelöf和仿紧（paracompact）。所以，所有的緊Hausdorff空間都是正規的。參閱准紧（quasicompact）。
- 紧开拓扑（Compact-open topology）。考慮所有由X到Y的連續函數所形成的集合C(X,Y)，我們由以下的方式定義C(X,Y)的紧开拓扑（compact-open topology）：任給一個X緊緻子集K和一個Y的開子集U，令V(K,U)表示C(X,Y)中所有f(K)包含於U的映射f。由V(K,U)當成子基（subbase）生成的拓扑稱為紧开拓扑（compact-open topology）。
- 完備（Complete）。如果所有的柯西序列都收斂，那麼這個空間被稱為完備空間。
- 可完備度量化（Completely metrizable / completely metrisable）。參閱拓扑完備。
- 完全正规（Completely normal）。如果任意兩個的分离（separated）的集合有 不交（disjoint）的鄰域，稱為完全正规（Completely normal）。
- 完全正规Hausdorff。完全正規Hausdorff空間（或 T5空間）指的是完全正規T1 空間。（一個完全正規是 Hausdorff 若且唯若它是 T1，所以這些專有名彼此一致）。每個完全正規Hausdorff空間都是正規Hausdorff。
- 完全正则（Completely regular）。若對任意的閉集C和一個不相交的點x，C 和 {x} 都是函數可分的，則稱這個空間是 完全正則。
- 完全T3。參閱吉洪诺夫。
- 分支（Component）。參閱連通分支、道路分支。
- 連通（Connected）。如果一個空間不能寫成兩個不相交的非空開集的聯集，則稱這個空間是連通的。等價的，一個空間是連通的，若且唯若除了空間本身外，沒有非空的閉開子集。
- 连通分支 （Connected component）。空間中的一個極大非空連空子空間稱為一個连通分支。每個连通分支都是封閉的且所有的连通分支構成這個空間的一個划分（partition）。
- 連續（Continuous）。一個函數如果任意開集的 原像（preimage） 還是開集，則稱這個函數是連續的。
- 可缩（Contractible）。如果空間X上的 恒等映射（identity map）和X上的常數映射同倫，則稱這個空間可缩（Contractible）。所有的可缩空間都是簡單連通的。
- 余积拓扑（Coproduct topology）。若{Xi}是一組空間而X是這組空間的 不交并（disjoint union），則 X 上的余积拓扑（coproduct topology） （或 不交并拓撲（disjoint union topology）,Xi 的 拓扑和（topological sum）） 就是在Xi 嵌入X為連續的條件下，最细（finest）的拓撲。
- 可數緊緻（Countably compact）。如果任何的可數開覆蓋都有個有限子覆蓋，那麼我們稱這個空間為可數緊緻。所有可數緊緻空間 都是伪紧（pseudocompact）且弱可数紧（weakly countably compact）。
- 可數局部有限（Countably locally finite）。X空間中一組子集，如果它是可數組X子集的局部有限組合的聯集，則稱為可数局部有限（countably locally finite）。
- 覆蓋（Cover或Covering）。如果一組子集的聯集是全部空間，那麼我們稱這組子集為覆蓋。
- 割点（Cut point）。如果X是個不只包含一個點的連通空間，則如果x是X中的一個點，且X− {x} 是非連通的，我們稱x 是割点。

## D
- 稠密集（Dense set）。一個集合如果和任何開集的交集都是非空的，那麼我們稱它為稠密。換句話說，稠密集是指閉包為整個空間的集合。

- 導集（Derived set）。若 S 是空間X的子集，S 在 X 中的 导集(erived set) 指的是在X中，所有 S 的極限點所形成的集合。

- 直徑（Diameter）。若 (M, d) 是度量空間，S 是M的子集，那麼S的直徑就是x、y取值於S時，距離d(x, y) 的最小上界。

- 離散度量（Discrete metric）。集合X上的離散度量 是指對X中的任兩相異x,y都有d(x, x) = 0 且d(x, y) = 1 的函數d: X ×X →  R。離散度量生成的拓撲是離散的。

- 離散空間（Discrete space）。如果空間X的所有子集都是開集，則稱X為離散空間 離散空間的拓撲稱為離散拓撲。

- 離散拓扑（Discrete topology）。參閱離散空間。

- 不交并拓扑（Disjoint union topology）。參閱余积拓扑（Coproduct topology）。

- 分散点 （Dispersion point）。若X是個多於一個點的空間，x是X中的一個點且X− {x} 是完全不連通，則稱x是一個分散点（dispersion point）。

- 距離。參閱度量空間（Metric space）。

## E
- Entourage。參閱Uniform space。

- 外部（Exterior）。一個集合的外部指的是它補集的內部。

## F
- Fσ 集合。可數個閉集的聯集稱為 Fσ 集合。

- 滤子 （Filter）。在X上非空的一族 X 子集F，如果符合下列條件:

1. 空集不在F中。
2. 有限個F中的元素的交集還是在F中。
3. 若A在F中 且B包含A，則B也在F中。

則我們稱F是X上的一個滤子（filter）。
- 更細的拓撲（Finer topology）。若X是個空間，且拓撲T2 包含 拓撲T1 則稱T2是個比T1 更細（或更大、更強）的拓撲。要特別注意的是，特別是數學分析領域的有些作者，會用更弱這個詞表達相同的概念。

- 有限生成（Finitely generated）。參閱Alexandrov拓扑。

- 第一綱集（First category）。參閱瘦集合 （Meagre）。

- 第一可數空間（First-countable）。如果每個點都有個 可数的局部基（local base），則這個空間稱為第一可數空間

- Fréchet。參閱T1。

- Frontier（边界）。參閱邊界。

- 函數可分（Functionally separated）。兩個X的子集A和B，如果存在一個函數f:X →  [0, 1] 使得f(A) = 0且f(B) = 1，則我們稱A和B是 函數可分的。

## G
- Gδ 集。開集的可數交集被稱為 Gδ 集。

## H
- 豪斯多夫。如果空間中任兩相異點都存有不相交的鄰域，則稱這個空間是Hausdorff（或T2）。Hausdorff空間都是T1空間。

- 可遺傳性（Hereditary）。如果當某空間有一個性質，則它的子空間也必然有這個性質，則我們稱這種性質有可遺傳性。舉例來說，second-countability 是有可遺傳性的。
- 同胚映射（Homeomorphism）。若X和Y為兩空間，則當一個嵌射f : X → Y 本身和其反函數f−1 同時是連續的時候，我們稱f是一個 同胚映射

- 齊性（Homogeneous）。若X中的任兩點x和y，皆存有一個同胚映射f:X → X使得f(x) =y，則我們稱X為齊性空間，直觀來說，就是這個空間中的任兩點從拓撲觀點來看都沒有分別。所有的拓撲群都是齊性的。

- 同倫映射（Homotopic maps）。我們稱兩個函數f,g: X  → Y（在Y中）是同倫的，是指存在 一個連續的映射H: X × [0, 1]  → Y使得對於所有X中的x，H(x, 0) =f(x) 且H(x, 1) = g(x)。這裡X× [0, 1] 的拓撲是 product topology。這個映射H被稱做是f和g之間（在Y中的） 同倫映射。

- 同倫（Homotopy）。參閱同倫映射。

- 超连通。如果任何兩個非空開集都相交，則稱這個空間是超连通。任何的超连通空間都是連通的。

## I
- 等化映射。參閱商映射。

- 等化空间。參閱商空间。

- Indiscrete space。參閱平凡拓扑。

- Indiscrete topology。參閱平凡拓扑。

- 內部（Interior）。一個集合的內部是這個集合最大的開子集，等價於這個集合所有開子集的聯集。內部的點稱為 內點。

- 內點。參閱內部。

- 孤點 如果單點集 {x} 是個開集，我們稱x是個孤點。更一般的來說，如果x是空間X的子集S中的一點，如果 {x} 在S子空間拓撲中是個開集，則稱x是S中的孤點。

- 保距同構（Isometric isomorphism）。若M1 和M2 是兩個賦距空間，而f: M1  → M2 是個保距對射，則稱M1 和M2 保距同構。從賦距空間的觀點來看，兩個保距同構的空間是一模一樣的。

- 等距映射（Isometry）。若 (M1, d1) 和 (M2, d2) 是距離空間。一個映射f: 如果賦距，也就是說對於所有M中的x和y，我們有d2(f(x), f(y)) = d1(x, y)，則稱f是從M1 到M2 的等距映射。所有的等距映射都是单射,但不一定是滿射。

## K
- Kolmogorov。參閱 T0。

- Kuratowski closure axioms。考慮將X中的子集對應到其閉包這個映射，Kuratowski closure axioms 是一組被這個映射滿足的公理:

1. Isotonicity: 所有的集合包含於他的閉包中。。
2. Idempotence: 閉包的閉包和閉包是相同的。
3. 保持有限聯集: 聯集的閉包等於閉包的聯集。
4. 保持虛空性: 空及的閉包還是空集。

若c是個從X的 power set 映到自身的函數，則c如果符合以上的 Kuratowski closure axioms，則稱之為是一個 閉包算子。使用Kuratowski closure axioms，X 上的閉集可以定義為這個算子的不動點，也就是說，一個集合A是閉集若且唯若c(A) = A。所以我們能用這組公理定義出 X' 的拓撲。

## L
- 較大的拓撲（Larger topology）。參閱較細的拓撲。

- 極限點（Limit point）。如果X的每個開子集，只要包含x就包含S中的一個不是x的點，則稱x是S的一個極限點。

- Limit point compact。參閱Weakly countably compact 。

- 林德勒夫空間（Lindelöf space）。如果每個開覆蓋都有一個可數子覆蓋，則稱這個空間為 林德勒夫空間。

- 局部基底（Local base或Local basis）。若B是一組x（在X中）的鄰域所成的集合，且每個x的鄰域都都有至少包含B中的一個成員，則稱B是一個局部基底。

- 局部封閉子集（Locally closed subset）。一個開子集和封閉子集的交集稱為局部封閉子集。

- 局部緊緻空間（Locally compact）。如果空間中的每個點都有個由緊緻鄰域組成的局部基底，則稱這個空間是局部緊緻空間。每個局部緊緻 Hausdorff空間都是 Tychonoff。

- 局部連通（Locally connected）。如果每個點都有由連通鄰域組成的局部基底，則稱這個空間為局部連通。

- 局部有限（Locally finite）。空間的一組子集被稱為局部有限，是指每個點都有個鄰域只和有限個這組子集中的成員相交。參閱可數局部有限。

- 局部可度量（Locally metrizable / Locally metrisable）。如果空間中的每個點都有個由可度量鄰域組成的局部基底，則稱這個空間是局部可度量空間。

- 局部道路連通（Locally path-connected）如果每個點都有由道路連通鄰域組成的局部基底，則稱這個空間為局部道路連通。一個 locally path-connected space 是連通的 若且唯若 它是 path-connected。

- 局部簡單連通（Locally simply connected）。如果每個點都有由簡單連通鄰域組成的局部基底，則稱這個空間為局部簡單連通。

- Loop。設x是空間X中的一點，在X中x上的 loop （或者X中以x為基點的loop）是指X中f(0) = f(1) =x的 path 'f'。換句話來說，一個X中的 loop 是一個從單位圓 S1 到X的連續映射。

## M
- 贫集（Meagre或 Meager）。設A是空間X的子集，若 A 是無處稠密子集的可數聯集，則我們稱A在X中是贫集（或者是第一綱集）。若A不是贫集，則稱A在X中是 第二綱集。

- 度量（Metric）。參閱度量空間。

- 度量不變量（Metric invariant）。度量不變量指的是在 isometric isomorphism 下不會改變的性質。

- 度量空間（Metric space）。度量空間 (M, d) 指的是一個集合M以及符合下列公理的函數d:  M  ×  M  →  R (對於M中的任意元素x, y, z):

1. d(x, y) ≥ 0
2. d(x, x) = 0
3. if   d(x, y) = 0   then   x = y       (identity of indiscernibles)
4. d(x, y) = d(y, x)       (對稱性)
5. d(x, z) ≤ d(x, y) + d(y, z)       （三角不等式）

函數d稱為M上的度量，而d(x, y)稱為x和y的距離。M上的開球組成M拓撲的基底。這稱為由d生成的M上的拓撲。所有的度量空間都是Hausdorff且paracompact（所以也是正規且Tychonoff）。所有的度量空間都是first-countable。
- 可度量化（Metrizable / Metrisable）。一個空間被稱為可度量化，指的是這個空間和某個度量空間同胚。所有的可度量化空間都是Hausdorff且paracompact（所以也是正規且Tychonoff）。所有的度量空間都是first-countable。

- Monolith。所有的非空ultra-connected緊緻空間X都有一個最大的proper開子集，這個子集稱為monolith。

## N
- 鄰域（Neighbourhood / Neighborhood）。一個集合如果包含一個開集，而x屬於這個開集，則稱這個集合是x的鄰域。更一般的來說，一個集合如果包含一個包含集合S的開集，則稱這個集合是S的鄰域。所以點x的鄰域就是單點集{x}的鄰域。（注意在這個定義下，鄰域不一定是開集。但是很多書上定義鄰域要是開集，所以要小心這個地方）

- 鄰域基底（Basis）。參閱局部基底。

- 鄰域系統（Neighbourhood system）。x的所有的鄰域合起來稱為x的鄰域系統。

- Net。X的net是指一個從有向集A到X的映射。一個從A到X的映射通常記做(xα)，其中α是以A為範圍的索引變數。序列是net的一種，使用自然數集合以及一般的排序做為索引集A。

- 正規空間（Normal）如果空間中的任兩不相交閉集都有不相交的鄰域，則稱這個空間是正規空間。任意的正規空間都有partition of unity。

- 正規Hausdorff。正規Hausdorff空間（或T4空間）是指正規T1空間。（一個正規空間是Hausdorff若且唯若它是T1，所以這些術語是一致的）所有的正規Hausdorff空間都是Tychonoff。

- 無處稠密（Nowhere dense）一個集合如果它的閉包的內部是空的，則稱這個集合是無處稠密。

## O
- 開覆蓋（Open cover）。一個開覆蓋是所有成員都是開集的覆蓋。

- 開球（Open ball）。若(M, d)是度量空間，開指的是B(x; r) := {y inM: d(x, y) < r}這樣的子集合，其中x屬於M，而r是正實數，稱為球的半徑。一個半徑為r的開球稱為開r-球(closed r-ball)。所有的開球都是開集。

- 開集（Open set）。拓撲的成員稱為開集。

- 开函数（Open function）。若所有開集的像都是開集，則稱這個函數為开函数。

## P
- 仿紧（Paracompact）。如果每個開覆蓋都有一個局部有限開 refinement，則稱這個空間是 仿紧的。仿紧的豪斯多夫空間都是正規的。

- 单位分解（Partition of unity）。空間X的单位分解是指一組從X到[0,1]的連續函數，使得每一個點都有一個鄰域使得只有有限個函數在這個鄰域上是非零的，而且這些函數的和剛好就是1（常數函數）。

- 道路（Path）。道路是從單位區間[0,1]到空間 X 的連續函數 f 的像。f (0) 被稱為起點，而 f (1) 稱為終點。

- 道路連通（Path-connected）。若是空間 X 中的任意兩點 x 和 y 都有一條道路 f 從 x 連到 y，也就是說，f 以 x 為起點，以 y 為終點，則我們稱這個空間是道路連通。所有的道路連通空間都是連通的。

- Path-connected component。path-connected component 是指極大的非空道路連通子空間。空間中的 path-connected components組成空間的一個分割，這個分割比 connected components 組成的分割要細。空間X的 path-connected components 所組成的集合我們記做 π0(X)。

- 點（Point）。拓扑空間中的元素稱為點。

- Point of closure。參閱Closure。

- 波蘭（Polish）。一個separable可完備度量化的空間稱之為波蘭空間，也就是說，它和一個separable的完備度量空間同胚。

- Pre-compact。參閱Relatively compact。

- 積拓撲（product topology）

- 常態映射（Proper function / mapping）。一個從X到Y的連續映射f，如果所有緊集的原像（preimage）還是緊集，則稱這個映射f是常態的。

- 邻近空间（Proximity space）邻近空間 (X, δ） 是指符合下列條件的集合X及其子集的一個關係 δ:

對於任何X的子集A、B、C，
1. 若AδB，則BδA
2. 若AδB，則A非空
3. 若A和B相交，則AδB
4. Aδ(B ∪ C)若且唯若 (AδB或AδC)
5. 若對於所有X的子集E我們有(AδE或BδE)，則我們可以得到Aδ (X −B)

- 偽緊緻（Pseudocompact）。若是所有的實值連續函數都是有界的，則稱這個空間為偽緊緻的。

- 偽度量空間（Pseudometric space）。一個偽度量空間 (M,d) 是指空間M和函數d M × M → R，而且必須符合除了d(x,y) = 0 則x = y 這個條件之外，所有賦距空間的條件。函數d被稱為M上的pseudometric。

- Punctured neighbourhood  / Punctured neighborhood。點x的一個鄰域扣掉 {x} 稱為x的一個 punctured neighbourhood。舉例來說，區間 (−1, 1) = {y : −1 <y< 1} 是x= 0 在實數線中的鄰域，所以 (−1, 0) ∪ (0, 1) = (−1, 1) − {0} 就是一個 0 的punctured neighbourhood。

## Q
- 拟紧（Quasicompact）。參閱緊。在有些作者的定義中，“緊”的定義包含 Hausdorff分離公理，然後他們使用拟紧來表示我們所說的“緊（不一定要有Hausdorff公理）。這個習慣常會在法國使用，所以一些深受法國影響的數學分支也會使用這個用法。

- 商映射（Quotient map）。若f是一個從空間X到Y的满射，且任何Y的子集U是開集若且唯若f -1(U)是開集，則我們稱f是商映射（或identification map）。

- 商空間（Quotient space）。若X是個空間，Y 是個集合，f : X → Y 是個满射，則Y上由f生成的 商拓撲 是指讓f連續的最細的拓撲。空間X稱為商空間或者 等化空间。依照定義，f 是商映射。最常見的例子是考慮一個X上的等價關係，Y 是等价类成的集合，而f是X到Y的正規投影。這個建構和子空間拓撲的建構對偶。

## R
- Refinement。如果覆蓋K的每個成員都是覆蓋L的某個成員的元素的子集，那麼我們稱覆蓋L是覆蓋K的 refinement。

- 正則空間（Regular）。如果空間中的任一點x和以及任一個x不在其中的閉集C，都可以找到C和x不相交的鄰域，則稱這個空間是正則空間。

- 正則Hausdorff。一個空間稱為正則Hausdorff（或 T3） 是指它是正則 T0 空間。（一個正則空間是 Hausdorff 若且唯若 它是 T0，所以這些術語是一致的）

- 正则开（Regular open）。空間X中的開集U如果等於它閉包的內部，則我們稱它為正则开。空間中的所有正则开子集形成一個完備的布林代數。

- 相對緊緻（Relatively compact）。如果一個子空間Y在母空間X中的閉包是緊緻的，則稱Y是相對緊緻於X。

- Residual。如果A在空間X中的補集是贫集，則稱A在X中為 residual。

## S
- 第二綱集（Second category）。參閱Meagre。

- 第二可數空間（Second-countable）。若一個空間的拓撲有一個可數基底，則稱這個空間是第二可數空間。所有的第二可數空間都是第一可數、 可分且 Lindelöf。

- Semilocally simply connected。空間X中如果任意點x都有一個鄰域U使得所有U中x上的 loop 都與在x上的常數 loop 同倫，則我們稱這個空間為 semilocally simply connected。所有的簡單連通空間和所有的局部簡單連通空間都是 semilocally simply connected。（與簡單連通相異的地方是，我們允許 loop 在X中與常數 loop 同倫，而局部簡單連通的定義中，loop 需要在U中與常數 loop 同倫）

- 可分（Separable）。一個空間如果有個稠密的可數子集，則稱這個空間為可分。

- 分离（Separated）。兩個集合A與B如果任何的一個都與另一個的閉包不相交，則稱這兩個集合是 分离。

- 序列緊緻（Sequentially compact）。如果任意序列都有個收斂的子序列，則稱這個空間為序列緊緻。所有的序列緊緻空間都是可數緊緻的，而所有的第一可數、可數緊緻空間都是序列緊緻的。

- Short map。設X和Y為賦距空間並分別以dX 及dY 為賦距。如果一個從X到Y的函數f，會把距離縮短，也就是說dY(f(x), f(y)) ≤ dX(x, y)，那麼我們稱這個函數f是 short map。如果不等式中等號不成立，則稱這個 short map 是嚴格 short map。

- 單連通（Simply connected）。一個道路連通空間，如果所有的 loop 都和常數映射同倫，則稱它是簡單連通空間。
- 較小的拓撲（Smaller topology）。參閱Coarser topology。

- 較強的拓撲（Stronger topology）。參閱較細的拓撲。注意特別是在分析領域的有些作者會用這個詞來說我們們說的較弱的拓撲。

- 子基（Subbase）。若一組開集的成員的有限交集，形成一組基底 (拓撲)，則稱這組開集是 子基。若B是一組空間X的子集，B 所生成的拓撲是X上包含B的最小拓撲。這組拓撲包含空集合、X和所有B的成員的有限交集的聯集。

- Subbasis。參閱Subbase。

- 子覆蓋（Subcover）。如果一個覆蓋K的成員都是覆蓋L的成員，則稱K是L的子覆蓋。

- 子空間（Subspace）。若T是空間X上的拓撲，A 是X的子集，則稱所有T的成員和A的交集組成的一組子集是T在A上產生的子空間拓撲。這個構造和商拓撲的構造對偶。

## T
- T0。如果對於空間中的任意兩個不同點，x 和y，都可以找到一個開集，或者包含x但不包含y，或者包含y但不包含x，則我們稱這個空間為 T0（或Kolmogorov）。

- T1。如果對於空間中的任意兩個不同點，x 和y，都可以找到一個開集包含x但不包含y，則我們稱這個空間為 T1 （或Fréchet、accessible）（和 T0 的差異在於這裡我們可以讓這個開集包含指定的點）換句話說，一個空間是 T1 空間則所有的個別點都是閉集。所有的 T1空間都是 T0。

- T2。參閱Hausdorff。

- T3。參閱正則Hausdorff。

- T3.5。參閱Tychonoff space。

- T4。參閱正規Hausdorff。

- T5。參閱完全正規Hausdorff。

- Top。參閱拓撲空間的範疇。

- 拓扑不變量（Topological invariant）。拓扑不變量指的是在同胚變換下保持不變的性質。如緊集和連通空間都是拓扑不變量。但有界性和完備性則不是。代數拓撲學 是研究在拓扑空間上建立的代數拓扑不變量。

- 拓扑空間（Topological space）。拓扑空間 (X, T) 是一個集合X配上一組符合下例公理的子集合T：

1. 空集合和X本身屬於T。
2. 任何一組T中的子集合的聯集仍然屬於T。
3. 任何兩個T中的子集和，他們的聯集仍然屬於T。

這組 X的子集合T被稱做X上的 拓扑。。
- 拓扑和（Topological sum）。參閱余积拓扑。

- 拓扑完備（Topologically complete）。如果一個空間和一個完備度量空間同胚，我們稱這個空間拓扑完備。

- 拓扑。參閱拓扑空間。

- 完全有界（Totally bounded）。對於度量空間M，如果對於每個r>0，都存在一個由有限個半徑為r的開球組成的覆蓋能蓋住M，則我們稱M完全有界。對一個度量空間來說，緊緻等價於完備且完全有界。

- 完全不連通（Totally disconnected）。如果任意兩點所形成的集合都是不連通的，這個空間稱為完全不連通。

- 平凡拓扑（Trivial topology）。如果空間 X 中只有空集和 X 本身是開集，則稱 X 的拓扑是平凡拓扑（或indiscrete topology）。

- 吉洪诺夫空間（Tychonoff）。吉洪诺夫空間 （或完全正則吉洪诺夫空間, 完全T3 空間，T3.5空間）指的是完全正則T0空間。（一個完全正則空間是豪斯多夫空间若且唯若它是 T0，所以這些專有名詞是彼此一致的）所有的吉洪诺夫空間都是正則豪斯多夫空间。

## U
- Ultra-connected。若任意兩個閉集都相交，則稱這個空間是 ultra-connected。Ultra-connected 空間都是道路連通的。

- 超度量（Ultrametric）。超度量是一個符合下面這個比三角不等式強的條件的賦距：對於所有M中的x, y, z, d(x, z) ≤ max(d(x, y), d(y, z))。

- 一致同构（Uniform isomorphism）。若X和Y是一致空间, 一個從X到Y的對射f: X → Y，如果f和f−1 都是 一致连续，則稱f是一致同构。兩個一致同構的空間有相同的一致性质。

- 可一致化（Uniformizable / Uniformisable）。若一個空間和一個一致空間同胚，則稱這個空間可一致化。

- 一致空间（Uniform space）。一致空间是指一個集合U以及一個非空集合 Φ，其中 Φ 的成員都是X×X的子集，且符合下列的公設:

1. 若U在 Φ中，則U包含對絞線 { (x, x) |x在X中 }。
2. 若U在 Φ中，則 { (y, x) | (x, y) 在U中 } 也在 Φ 中。
3. 若U在 Φ 中且V是X×X的子集且包含U，則V也在 Φ 中。
4. 若U和V都在 Φ中，則U∩V在 Φ中
5. 若U在 Φ中，則存在一個 Φ中的V，使得只要 (x, y) 和 (y, z) 屬於V, 則 (x, z) 屬於U。

Φ 的元素稱為 entourages, 而 Φ 被稱為U的一致结构。
- 一致结构（Uniform structure）。參閱一致空间。

## W
- 弱拓撲（Weak topology）。一個集合上和一組從這個集合到一個拓撲空間的函數所相關的弱拓撲，是指能讓這組函數連續的最粗的拓撲。

- 較弱的拓撲（Weaker topology）。參閱較粗的拓撲。注意特別是分析領域的有些作者，用這個詞來表示較強的拓撲。

- 弱可數緊緻（Weakly countably compact）。若空間中的任意無窮子集都有極限點，則稱為弱可數緊緻（或者極限點緊緻）。

- 弱可遺傳性（Weakly hereditary）。如果一個空間的性質是這個空間的閉子集也必然會有的性質，則稱這個性質有弱可遺傳性。舉例來說，緊緻性和 Lindelöf 性質都是弱可遺傳的，但這兩個性質都不是可遺傳的。

- Well-connected。參閱Ultra-connected（英语：Ultra-connected）。（有些作者用這個詞表示 ultra-connected 的緊空間）

## Z
- 零維空間（Zero-dimensional space）。一個空間的拓扑如果有一組開閉（clopen）的基底，被稱為零維空間。參閱拓扑维数。